# 玉川敏雄
玉川 敏雄（たまがわ としお、1916年1月26日 - 1994年9月13日）は、日本の経営者。東北電力社長、会長を務めた。山形県山形市出身。

## 経歴
1938年に早稲田大学専門部商科を卒業し、1944年に東北配電(のちの東北電力)に入社。1974年に取締役に就任し、1977年に常務、1979年に副社長を経て、1983年6月に社長に就任。1987年6月に会長に就任し、1993年には取締役相談役に就任。1983年から1993年までに東北経済連合会会長を務めた。
1984年に藍綬褒章を受章し、1991年に勲一等瑞宝章を受章。
1994年9月13日肺癌のために仙台市の病院で死去。78歳没。